# Subdivision administrative de Berlin

Les 12 arrondissements et les 96 quartiers de Berlin.

La ville de Berlin est divisée, depuis le 1er janvier 2001, en douze arrondissements municipaux (Stadtbezirke en allemand) et 96 quartiers (Viertel). Ceux-ci ont été institués par la loi du 10 juin 1998, portant sur la réforme de la réglementation sur les arrondissements.

## Arrondissements municipaux
L'administration d'un arrondissement municipal se compose de l'« Assemblée des délégués d'arrondissement » (Bezirksverordnetenversammlung - BVV) et de la mairie d'arrondissement (Bezirksamt). Dans chaque arrondissement, les délégués sont élus par les citoyens allemands ayant le droit de vote et par les ressortissants des pays de l'Union européenne qui y vivent.
La mairie d'arrondissement est une autorité administrative collégiale, composée du maire d'arrondissement et de ses adjoints. Les maires de tous les arrondissements de la capitale, le Bourgmestre-gouverneur et le bourgmestre adjoint forment ensemble le « Conseil des Bourgmestres » (Rat der Bürgermeister).
Le Sénat de Berlin est tenu de demander au Conseil des Maires de prendre position sur les questions fondamentales concernant la législation et l'administration. Le même principe s'applique aux propositions de loi émanant de la Chambre des députés de Berlin.
|    | Arrondissement municipal    | km²    | hab/km² (01/2017) | hab (01/2017) | Masculinité (‰ femmes, 2013) | Étrangers (‰ hab, 2013) | Âge moyen (année, 2013) | Natalité (‰ hab, 2011) | Mortalité (‰ hab, 2011) | Fécondité (2012) | Revenu médian/ ménage (€, 2015) | Allocataire de minima sociaux (% actifs, 2011) | Maire 2016-2021 (parti)              |
| -- | --------------------------- | ------ | ----------------- | ------------- | ---------------------------- | ----------------------- | ----------------------- | ---------------------- | ----------------------- | ---------------- | ------------------------------- | ---------------------------------------------- | ------------------------------------ |
| 01 | Mitte                       | 39,47  | 9 410             | 371 407       | 1 065,6                      | 290,7                   | 39,1                    | 12,2                   | 7,6                     | 1,37             | 19 200                          | 28,9                                           | Stephan von Dassel (Grüne)           |
| 02 | Friedrichshain-Kreuzberg    | 20,16  | 13 954            | 281 323       | 1 038,7                      | 232,7                   | 37,5                    | 13,0                   | 5,9                     | 1,12             | 20 100                          | 24,0                                           | Monika Herrmann (Grüne)              |
| 03 | Pankow                      | 103,01 | 3 858             | 397 406       | 959,2                        | 87,5                    | 40,8                    | 11,9                   | 8,4                     | 1,23             | 22 200                          | 12,9                                           | Sören Benn (Die Linke)               |
| 04 | Charlottenbourg-Wilmersdorf | 64,72  | 5 195             | 336 249       | 920,1                        | 210,9                   | 45,8                    | 8,7                    | 10,5                    | 1,18             | 21 600                          | 15,0                                           | Reinhard Naumann (SPD)               |
| 05 | Spandau                     | 91,91  | 2 502             | 239 942       | 936,5                        | 126,8                   | 44,4                    | 9,3                    | 12,2                    | 1,48             | 19 200                          | 26,0                                           | Helmut Kleebank (SPD)                |
| 06 | Steglitz-Zehlendorf         | 102,50 | 2 967             | 304 086       | 882,4                        | 121,0                   | 46,2                    | 7,9                    | 11,7                    | 1,31             | 25 200                          | 10,6                                           | Cerstin Richter-Kotowski (CDU)       |
| 07 | Tempelhof-Schöneberg        | 53,09  | 6 519             | 346 108       | 940,1                        | 158,8                   | 44,1                    | 8,8                    | 9,6                     | 1,27             | 23 100                          | 19,3                                           | Angelika Schöttler (SPD)             |
| 08 | Neukölln                    | 44,93  | 7 290             | 327 522       | 985,6                        | 228,4                   | 41,2                    | 11,4                   | 9,7                     | 1,39             | 18 600                          | 30,7                                           | Martin Hikel (SPD)                   |
| 09 | Treptow-Köpenick            | 168,42 | 1 541             | 259 524       | 944,7                        | 45,0                    | 45,5                    | 9,7                    | 10,7                    | 1,45             | 21 900                          | 14,6                                           | Oliver Igel (SPD)                    |
| 10 | Marzahn-Hellersdorf         | 61,74  | 4 244             | 262 015       | 970,8                        | 51,9                    | 43,3                    | 10,2                   | 8,4                     | 1,53             | 20 400                          | 23,8                                           | Dagmar Pohle (Linke)                 |
| 11 | Lichtenberg                 | 52,29  | 5 414             | 283 121       | 963,8                        | 94,8                    | 43,2                    | 11,3                   | 9,9                     | 1,45             | 19 200                          | 20,9                                           | Michael Grunst (Linke)               |
| 12 | Reinickendorf               | 89,46  | 2 928             | 261 919       | 944,6                        | 128,2                   | 45,1                    | 8,7                    | 11,9                    | 1,56             | 22 200                          | 22,0                                           | Frank Balzer (CDU)                   |
|    | Berlin                      | 891,85 | 4 116             | 3 670 622     | 962,9                        | 153,2                   | 42,9                    | 10,3                   | 9,6                     | 1,34             | 21 000                          | 20,7                                           | Bourgmestre : Franziska Giffey (SPD) |

## Quartiers
| N°     | Quartier                  | Arrondissement              | Superficie (km²) | Population (janv. 2017) | Densité (hab/km²) |
| ------ | ------------------------- | --------------------------- | ---------------- | ----------------------- | ----------------- |
| (0101) | Mitte                     | Mitte                       | 10,69            | 95 193                  | 8 905             |
| (0102) | Moabit                    | Mitte                       | 7,72             | 77 540                  | 10 044            |
| (0103) | Hansaviertel              | Mitte                       | 0,53             | 5 728                   | 10 808            |
| (0104) | Tiergarten                | Mitte                       | 5,17             | 14 565                  | 2 817             |
| (0105) | Wedding                   | Mitte                       | 9,23             | 85 402                  | 9 253             |
| (0106) | Gesundbrunnen             | Mitte                       | 6,13             | 92 979                  | 15 168            |
| (0201) | Friedrichshain            | Friedrichshain-Kreuzberg    | 9,78             | 128 373                 | 13 126            |
| (0202) | Kreuzberg                 | Friedrichshain-Kreuzberg    | 10,38            | 152 950                 | 14 735            |
| (0301) | Prenzlauer Berg           | Pankow                      | 10,95            | 161 061                 | 14 702            |
| (0302) | Weißensee                 | Pankow                      | 7,93             | 52 687                  | 6 644             |
| (0303) | Blankenburg               | Pankow                      | 6,08             | 6 810                   | 1 120             |
| (0304) | Heinersdorf               | Pankow                      | 3,95             | 7 388                   | 1 870             |
| (0305) | Karow                     | Pankow                      | 6,65             | 19 231                  | 2 892             |
| (0306) | Stadtrandsiedlung Malchow | Pankow                      | 5,68             | 1 138                   | 200               |
| (0307) | Pankow                    | Pankow                      | 5,66             | 62 659                  | 11 070            |
| (0308) | Blankenfelde              | Pankow                      | 13,35            | 2 116                   | 159               |
| (0309) | Buch                      | Pankow                      | 18,20            | 15 613                  | 860               |
| (0310) | Französisch Buchholz      | Pankow                      | 12,03            | 20 841                  | 1 732             |
| (0311) | Niederschönhausen         | Pankow                      | 6,49             | 31 029                  | 4 081             |
| (0312) | Rosenthal                 | Pankow                      | 4,90             | 9 329                   | 1 904             |
| (0313) | Wilhelmsruh               | Pankow                      | 1,37             | 7 504                   | 5 477             |
| (0401) | Charlottenbourg           | Charlottenbourg-Wilmersdorf | 10,60            | 127 614                 | 12 039            |
| (0402) | Wilmersdorf               | Charlottenbourg-Wilmersdorf | 7,16             | 100 320                 | 14 011            |
| (0403) | Schmargendorf             | Charlottenbourg-Wilmersdorf | 3,59             | 21 378                  | 5 955             |
| (0404) | Grunewald                 | Charlottenbourg-Wilmersdorf | 22,33            | 10 598                  | 475               |
| (0405) | Westend                   | Charlottenbourg-Wilmersdorf | 13,53            | 41 672                  | 3 080             |
| (0406) | Charlottenbourg-Nord      | Charlottenbourg-Wilmersdorf | 6,20             | 19 725                  | 3 181             |
| (0407) | Halensee                  | Charlottenbourg-Wilmersdorf | 1,27             | 14 942                  | 11 765            |
| (0501) | Spandau                   | Spandau                     | 8,029            | 38 676                  | 4 817             |
| (0502) | Haselhorst                | Spandau                     | 4,728            | 15 542                  | 3 287             |
| (0503) | Siemensstadt              | Spandau                     | 5,661            | 13 237                  | 2 338             |
| (0504) | Staaken                   | Spandau                     | 10,884           | 44 937                  | 4 129             |
| (0505) | Gatow                     | Spandau                     | 10,113           | 4 232                   | 418               |
| (0506) | Kladow                    | Spandau                     | 14,779           | 15 824                  | 1 071             |
| (0507) | Hakenfelde                | Spandau                     | 20,381           | 28 709                  | 1 409             |
| (0508) | Falkenhagener Feld        | Spandau                     | 6,879            | 37 760                  | 5 489             |
| (0509) | Wilhelmstadt              | Spandau                     | 10,422           | 41 025                  | 3 936             |
| (0601) | Steglitz                  | Steglitz-Zehlendorf         | 6,79             | 74 545                  | 10 979            |
| (0602) | Lichterfelde              | Steglitz-Zehlendorf         | 18,22            | 83 674                  | 4 592             |
| (0603) | Lankwitz                  | Steglitz-Zehlendorf         | 6,99             | 42 558                  | 6 088             |
| (0604) | Zehlendorf                | Steglitz-Zehlendorf         | 18,83            | 60 234                  | 3 199             |
| (0605) | Dahlem                    | Steglitz-Zehlendorf         | 8,39             | 16 819                  | 2 005             |
| (0606) | Nikolassee                | Steglitz-Zehlendorf         | 19,61            | 16 143                  | 823               |
| (0607) | Wannsee                   | Steglitz-Zehlendorf         | 23,68            | 14 113                  | 427               |
| (0701) | Schöneberg                | Tempelhof-Schöneberg        | 10,61            | 121 296                 | 11 432            |
| (0702) | Friedenau                 | Tempelhof-Schöneberg        | 1,68             | 28 180                  | 16 774            |
| (0703) | Tempelhof                 | Tempelhof-Schöneberg        | 12,20            | 61 802                  | 5 066             |
| (0704) | Mariendorf                | Tempelhof-Schöneberg        | 9,38             | 51 795                  | 5 522             |
| (0705) | Marienfelde               | Tempelhof-Schöneberg        | 9,15             | 32 238                  | 3 523             |
| (0706) | Lichtenrade               | Tempelhof-Schöneberg        | 10,10            | 50 797                  | 5 029             |
| (0801) | Neukölln                  | Neukölln                    | 11,71            | 166 504                 | 14 231            |
| (0802) | Britz                     | Neukölln                    | 12,40            | 41 981                  | 3 386             |
| (0803) | Buckow                    | Neukölln                    | 6,35             | 39 987                  | 6 297             |
| (0804) | Rudow                     | Neukölln                    | 11.81            | 42 076                  | 3 566             |
| (0805) | Gropiusstadt              | Neukölln                    | 2,67             | 36 971                  | 13 899            |
| (0901) | Alt-Treptow               | Treptow-Köpenick            | 2,31             | 11 232                  | 4 862             |
| (0902) | Plänterwald               | Treptow-Köpenick            | 3,01             | 10 867                  | 3 810             |
| (0903) | Baumschulenweg            | Treptow-Köpenick            | 4,82             | 17 480                  | 3 627             |
| (0904) | Johannisthal              | Treptow-Köpenick            | 6,54             | 18 470                  | 2 824             |
| (0905) | Niederschöneweide         | Treptow-Köpenick            | 3,49             | 10 625                  | 3 044             |
| (0906) | Altglienicke              | Treptow-Köpenick            | 7,89             | 27 013                  | 3 424             |
| (0907) | Adlershof                 | Treptow-Köpenick            | 6,11             | 15 739                  | 2 576             |
| (0908) | Bohnsdorf                 | Treptow-Köpenick            | 6,52             | 10 937                  | 1 677             |
| (0909) | Oberschöneweide           | Treptow-Köpenick            | 6,18             | 19 956                  | 3 229             |
| (0910) | Köpenick                  | Treptow-Köpenick            | 34,90            | 60 766                  | 1 740             |
| (0911) | Friedrichshagen           | Treptow-Köpenick            | 14,00            | 17 686                  | 1 261             |
| (0912) | Rahnsdorf                 | Treptow-Köpenick            | 21,50            | 8 998                   | 419               |
| (0913) | Grünau                    | Treptow-Köpenick            | 9,13             | 5 585                   | 612               |
| (0914) | Müggelheim                | Treptow-Köpenick            | 22,20            | 6 530                   | 294               |
| (0915) | Schmöckwitz               | Treptow-Köpenick            | 17,10            | 4 067                   | 237               |
| (1001) | Marzahn                   | Marzahn-Hellersdorf         | 19,54            | 105 786                 | 5 414             |
| (1002) | Biesdorf                  | Marzahn-Hellersdorf         | 12,44            | 25 689                  | 2 065             |
| (1003) | Kaulsdorf                 | Marzahn-Hellersdorf         | 8,81             | 18 595                  | 2 111             |
| (1004) | Mahldorf                  | Marzahn-Hellersdorf         | 12,94            | 27 083                  | 2 093             |
| (1005) | Hellersdorf               | Marzahn-Hellersdorf         | 8,10             | 77 073                  | 9 515             |
| (1101) | Friedrichsfelde           | Lichtenberg                 | 5,55             | 50 695                  | 9 134             |
| (1102) | Karlshorst                | Lichtenberg                 | 6,60             | 23 599                  | 3 603             |
| (1103) | Lichtenberg               | Lichtenberg                 | 7,22             | 35 903                  | 4 973             |
| (1104) | Falkenberg                | Lichtenberg                 | 3,06             | 1 297                   | 424               |
| (1106) | Malchow                   | Lichtenberg                 | 1,54             | 535                     | 347               |
| (1107) | Wartenberg                | Lichtenberg                 | 6,92             | 2 437                   | 352               |
| (1109) | Neu-Hohenschönhausen      | Lichtenberg                 | 5,16             | 53 823                  | 10 431            |
| (1110) | Alt-Hohenschönhausen      | Lichtenberg                 | 9,33             | 42 994                  | 4 608             |
| (1111) | Fennpfuhl                 | Lichtenberg                 | 2,12             | 32 119                  | 15 150            |
| (1112) | Rummelsbourg              | Lichtenberg                 | 4,52             | 21 456                  | 4 747             |
| (1201) | Reinickendorf             | Reinickendorf               | 10,50            | 77 906                  | 7 420             |
| (1202) | Tegel                     | Reinickendorf               | 33,70            | 34 507                  | 1 024             |
| (1203) | Konradshöhe               | Reinickendorf               | 2,20             | 5 988                   | 2 722             |
| (1204) | Heiligensee               | Reinickendorf               | 10,70            | 17 784                  | 1 662             |
| (1205) | Frohnau                   | Reinickendorf               | 7,80             | 16 695                  | 2 140             |
| (1206) | Hermsdorf                 | Reinickendorf               | 6,10             | 16 213                  | 2 658             |
| (1207) | Waidmannslust             | Reinickendorf               | 2,30             | 10 176                  | 4 424             |
| (1208) | Lübars                    | Reinickendorf               | 5,00             | 4 800                   | 960               |
| (1209) | Wittenau                  | Reinickendorf               | 5,87             | 23 671                  | 4 033             |
| (1210) | Märkisches Viertel        | Reinickendorf               | 3,20             | 37 138                  | 11 606            |
| (1211) | Borsigwalde               | Reinickendorf               | 2,03             | 6 447                   | 3 224             |

## Histoire

### Grand Berlin

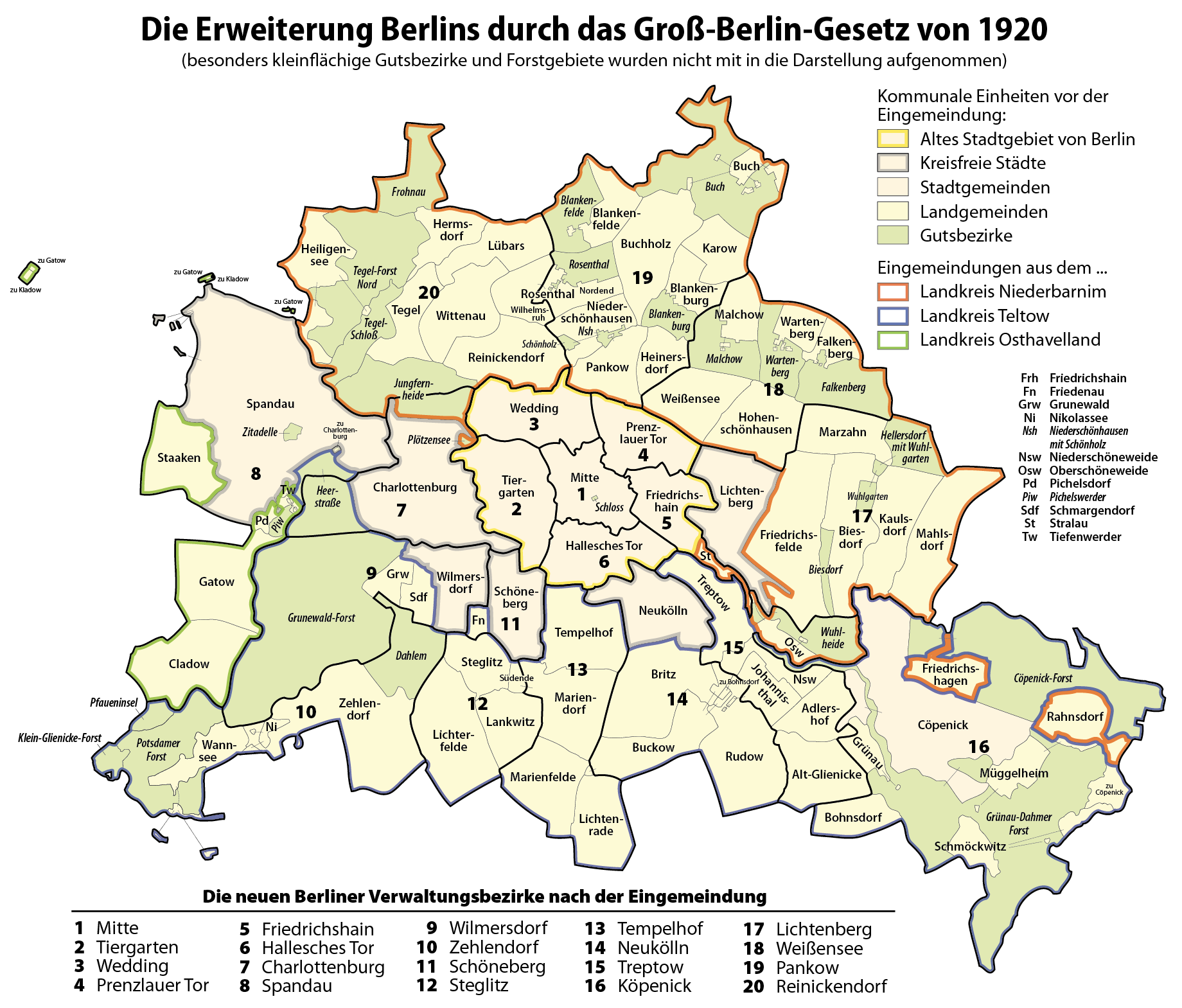
Les 20 districts, eux-mêmes divisés en quartiers, à l'avènement du Grand Berlin en 1920. Au centre, entouré de jaune, se trouve la superficie de Berlin d'avant 1920.

Le Grand Berlin est créé en 1920 par l'annexion des villes et villages environnants. Il est divisé en 20 districts :
- 1. Mitte
- 2. Tiergarten
- 3. Wedding
- 4. Prenzlauer Tor (devenu Prenzlauer Berg)
- 5. Friedrichshain
- 6. Hallesches Tor (devenu Kreuzberg)
- 7. Charlottenbourg
- 8. Spandau
- 9. Wilmersdorf
- 10. Zehlendorf
- 11. Schöneberg
- 12. Steglitz
- 13. Tempelhof
- 14. Neukölln
- 15. Treptow
- 16. Cöpenick (orthographié Köpenick à compter du 1er janvier 1931)
- 17. Lichtenberg
- 18. Weißensee
- 19. Pankow
- 20. Reinickendorf

### Partition puis réunification

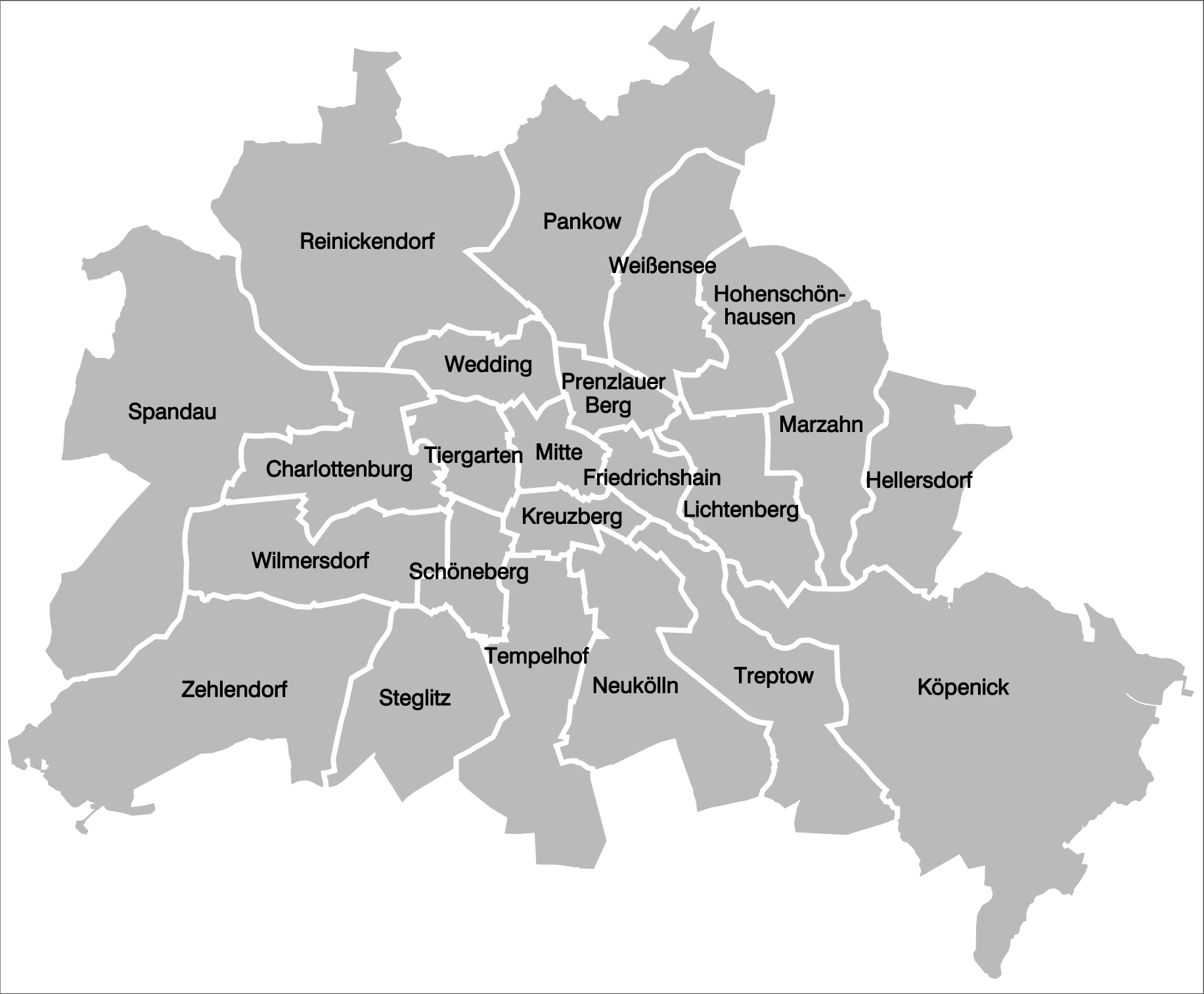
Les 23 districts en usage de 1986 à 2001

En 1945, après la guerre, ces 20 districts servirent de base à la répartition des zones d'occupation entre les alliés :
- 8 districts pour le secteur soviétique : Mitte, Prenzlauer Berg, Friedrichshain, Treptow, Köpenick, Lichtenberg, Weißensee, Pankow
- 6 districts pour le secteur américain : Kreuzberg, Neukölln, Tempelhof, Schöneberg, Steglitz et Zehlendorf.
- 4 districts pour le secteur britannique : Tiergarten, Charlottenbourg, Wilmersdorf et Spandau.
- 2 districts pour le secteur français : Reinickendorf et Wedding.

En 1949, ces districts servirent aussi à la création des deux municipalités rivales de Berlin-Est (ex-secteur soviétique) et Berlin-Ouest (ex-secteurs américain, britannique et français).
Puis leur nombre fut porté jusqu'à 23, par la création successive de 3 districts supplémentaires, tous situés à Berlin-Est :
- Marzahn (en 1977)
- Hohenschönhausen (en 1985)
- Hellersdorf (en 1986)

En 2001, les anciens districts ont été fusionnés entre eux pour former les 12 arrondissements (Bezirk), tandis que 96 nouveaux quartiers (Ortsteil), correspondant parfois aux districts supprimés, ont été redessinés dans leurs anciennes limites territoriales.
Code couleurs: Ancien Berlin-Est,  ancien Berlin-Ouest
|    | Nom des nouveaux arrondissements | Nom des anciens districts              | Nom des nouveaux quartiers |
| -- | -------------------------------- | -------------------------------------- | --- |
| 1  | Mitte                            | - Mitte - Tiergarten - Wedding         | - Mitte - Moabit - Hansaviertel - Tiergarten - Wedding - Gesundbrunnen |
| 2  | Friedrichshain-Kreuzberg         | - Friedrichshain - Kreuzberg           | - Friedrichshain - Kreuzberg |
| 3  | Pankow                           | - Prenzlauer Berg - Weißensee - Pankow | - Prenzlauer Berg - Weißensee - Blankenburg - Heinersdorf - Karow - Stadtrandsiedlung Malchow - Pankow - Blankenfelde - Buch - Französisch Buchholz - Niederschönhausen - Rosenthal - Wilhelmsruh                     |
| 4  | Charlottenbourg-Wilmersdorf      | - Charlottenbourg - Wilmersdorf        | - Charlottenbourg - Wilmersdorf - Schmargendorf - Grunewald - Westend - Charlottenburg-Nord - Halensee |
| 5  | Spandau                          | - Spandau (limites inchangées)         | - Spandau - Haselhorst - Siemensstadt - Staaken - Gatow - Kladow - Hakenfelde - Falkenhagener Feld - Wilhelmstadt |
| 6  | Steglitz-Zehlendorf              | - Steglitz - Zehlendorf                | - Steglitz - Lichterfelde - Lankwitz - Zehlendorf - Dahlem - Nikolassee - Wannsee |
| 7  | Tempelhof-Schöneberg             | - Tempelhof - Schöneberg               | - Schöneberg - Friedenau - Tempelhof - Mariendorf - Marienfelde - Lichtenrade |
| 8  | Neukölln                         | - Neukölln (limites inchangées)        | - Neukölln - Britz - Buckow - Rudow - Gropiusstadt |
| 9  | Treptow-Köpenick                 | - Treptow - Köpenick                   | - Alt-Treptow - Plänterwald - Baumschulenweg - Johannisthal - Niederschöneweide - Altglienicke - Adlershof - Bohnsdorf - Oberschöneweide - Köpenick - Friedrichshagen - Rahnsdorf - Grünau - Müggelheim - Schmöckwitz |
| 10 | Marzahn-Hellersdorf              | - Marzahn - Hellersdorf                | - Biesdorf - Hellersdorf - Kaulsdorf - Mahlsdorf - Marzahn |
| 11 | Lichtenberg                      | - Lichtenberg - Hohenschönhausen       | - Friedrichsfelde - Karlshorst - Lichtenberg - Falkenberg - Malchow - Wartenberg - Neu-Hohenschönhausen - Alt-Hohenschönhausen - Fennpfuhl - Rummelsbourg                                                             |
| 12 | Reinickendorf                    | - Reinickendorf (limites inchangées)   | - Reinickendorf - Tegel - Konradshöhe - Heiligensee - Frohnau - Hermsdorf - Waidmannslust - Lübars - Wittenau - Märkisches Viertel - Borsigwalde                                                                      |